# Proomphe lobata
Proomphe lobata là một loài bướm đêm trong họ Geometridae.